# Apteronotidae
Apteronotidae là một họ cá vây tia trong bộ Gymnotiformes. Những con cá này sinh sống ở các vùng nước ngọt của Panama và Nam Mỹ.
Chúng được phân biệt với các loài cá khác trong gymnotiformes bởi sự hiện diện của một vây đuôi (tất cả các họ khác thiếu vây đuôi) cũng như một bộ phận lưng thịt đại diện bởi một dải dọc theo tuyến giữa lưng.
Loài cá dài nhất trong họ là Apteronotus magdalenensis, đạt 1,3 mét. Những con cá hoạt động ban đêm có đôi mắt nhỏ. Ngoài ra, tính dị hình lưỡng tính tồn tại trong một số chi ơt hình dạng mũi và hàm.